# Kacper Żuk
Kacper Żuk (Nowy Dwór Mazowiecki, 21 gennaio 1999) è un tennista polacco.
Attivo in prevalenza nei circuiti minori, ha vinto un titolo in singolare nel circuito Challenger e diversi titoli in singolare e in doppio nel circuito ITF. I suoi migliori ranking ATP sono il 162º in singolare raggiunto nel settembre 2021 e il 303º in doppio nell'ottobre 2020. Ha esordito nella squadra polacca di Coppa Davis nel marzo 2020.

## Biografia
Inizia a giocare a tennis a 8 anni e il suo idolo da ragazzo era David Ferrer. A 15 anni si rompe un osso della schiena e deve osservare un anno di convalescenza. Fino a 21 anni viene allenato dal padre Artur.

## Carriera

### Juniores
Fa il suo esordio nell'ITF Junior Circuit nel gennaio 2015 e al primo torneo, un Grade 4 polacco, vince il titolo in singolare e in doppio. Nel marzo 2016 raggiunge la 21ª posizione mondiale, che resterà il suo miglior ranking di categoria. Chiude l'esperienza tra gli juniores nel luglio 2017 dopo aver conquistato sei titoli in singolare e undici in doppio, tra i quali alcuni di Grade 1, senza però ottenere risultati di rilievo nei tornei di Grade A, in particolare nelle prove del Grande Slam.

### 2015-2019, primi passi da professionista e primi titoli ITF
Debutta tra i professionisti nel settembre 2015 con una vittoria al primo turno del torneo ITF Poland F5. Alla sua seconda apparizione, nel giugno dell'anno successivo, vince il primo titolo ITF nel torneo di doppio del Poland F3. Dopo aver vinto sei tornei in doppio, nel marzo 2019 vince il primo titolo in singolare all'ITF M25 di Sharm El Sheikh. In quella stagione conquista altri due titoli ITF in singolare, tre in doppio e vince il suo primo incontro in un torneo Challenger, circuito nel quale aveva esordito nel 2017. Nell'autunno del 2019 fa il suo ingresso tra i primi 400 nel ranking di doppio e tra i primi 500 in singolare.

### 2020, debutto in ATP Cup e Coppa Davis, top 300 nel ranking
All'inizio del 2020 rappresenta per la prima volta la Polonia all'ATP Cup, e al suo esordio nel circuito maggiore viene sconfitto da Marin Čilić; nell'incontro successivo contribuisce al successo sull'Austria battendo in tre set Dennis Novak. In febbraio si spinge fino alla semifinale nel Calgary Challenger e viene eliminato da Arthur Rinderknech dopo aver sconfitto il nº 92 ATP Vasek Pospisil, primo top 100 battuto in carriera. In marzo debutta nella squadra polacca di Coppa Davis in occasione della sfida vinta 4-0 con Hong Kong e si impone in due set su Ching Lam. Dopo la pausa per la pandemia di COVID-19, in settembre entra nella top 300 in singolare e chiude la stagione con nuovi successi nel circuito ITF e alla 262ª posizione del ranking.

### 2021, primo titolo Challenger e top 200
Nel 2021 abbandona i tornei ITF, in gennaio fa il suo esordio in un torneo ATP 250 ad Antalya e viene eliminato al primo turno. Dopo tre Challenger in cui si spinge fino ai quarti, in marzo disputa e vince il suo secondo incontro in Coppa Davis nella sfida in cui la Polonia elimina El Salvador. La settimana successiva raggiunge la sua prima finale Challenger a San Pietroburgo e perde in due set da Evgenii Tiurnev. Il 18 aprile vince il primo titolo Challenger battendo 6-4, 6-2 Mathias Bourgue nella finale di Spalato. Tenta per la prima volta la qualificazione a un torneo dello Slam al Roland Garros e viene subito eliminato, mentre a Wimbledon e agli US Open non va oltre il secondo turno di qualificazione. In settembre raggiunge la semifinale al Challenger di Cassis e sale al 162º posto del ranking.

### 2022-2023, alcune finali Challenger
Gli unici risultati discreti nella prima parte del 2022 sono le qualificazioni superate all'ATP di Montpellier, dove perde al primo turno del main draw, la finale raggiunta in doppio all'Open Pau-Pyrénées e la finale in singolare al Challenger Biel/Bienne, persa contro Jurij Rodionov. Ad aprile esce dalla top 200. Nel prosieguo della stagione vince tre titoli in singolare nei tornei ITF, a settembre esce per tre settimane dalla top 300 e chiude l'anno alla 245ª posizione. All'esordio del 2023 perde contro Frances Tiafoe nella United Cup. A febbraio perde la finale di doppio al Challenger La Manche e il mese successivo vince un titolo ITF in singolare.

## Statistiche
Aggiornate al 24 aprile 2023.

### Tornei minori

#### Singolare

##### Vittorie (12)
| Legenda tornei minori |
| Challenger (1)        |
| ITF (11)              |

| N. | Data           | Torneo              | Superficie  | Avversario in finale | Punteggio |
| 1. | 18 aprile 2021 | Split Open, Spalato | terra rossa | Mathias Bourgue      | 6–4, 6–2  |

##### Sconfitte (3)
| Legenda tornei minori |
| Challenger (2)        |
| ITF (1)               |

| N. | Data          | Torneo                                        | Superficie  | Avversario in finale | Punteggio   |
| 1. | 13 marzo 2021 | St. Petersburg Challenger II, San Pietroburgo | Cemento (i) | Evgenii Tiurnev      | 4–6, 2–6    |
| 2. | 27 marzo 2022 | Challenger Biel/Bienne, Biel/Bienne           | Cemento (i) | Jurij Rodionov       | 6(3)–7, 4–6 |

#### Doppio

##### Vittorie (12)
| Legenda tornei minori |
| Challenger (0)        |
| ITF (12)              |

##### Sconfitte (9)
| Legenda tornei minori |
| Challenger (2)        |
| ITF (8)               |

| N. | Data             | Torneo                          | Superficie  | Compagno         | Avversari in finale                  | Punteggio       |
| 1. | 26 febbraio 2022 | Open Pau-Pyrénées, Pau          | Cemento (i) | Karol Drzewiecki | Albano Olivetti David Vega Hernández | walkover        |
| 2. | 18 febbraio 2023 | Challenger La Manche, Cherbourg | Cemento (i) | Karol Drzewiecki | Ivan Liutarevich Vladyslav Manafov   | 6(10)–7, 6(7)–7 |